# سيزاري زامانا
سيزاري زامانا (بالبولندية: Cezary Zamana)‏ مواليد 14 نوفمبر 1967 في بولندا، هو دراج بولندي. فاز بطواف بولندا في سنة 2003.

## روابط خارجية
- سيزاري زامانا على موقع الاتحاد الدولي للدراجات (الإنجليزية)
- سيزاري زامانا على موقع أرشيف الدراجات (الإنجليزية)
- سيزاري زامانا على موقع إحصائيات الدراجات الإحترافية (الإنجليزية)
- سيزاري زامانا على موقع نسبة الدراجات (الإنجليزية)